# KJ Apa
KJ Apa, właśc. Keneti James Fitzgerald Apa (ur. 17 czerwca 1997 w Auckland) – nowozelandzki aktor, piosenkarz i muzyk. Odtwórca roli Kane’a Jenkinsa w nowozelandzkiej operze mydlanej Shortland Street (2013–2015) i Archiego Andrewsa w serialu Riverdale.

## Życiorys

### Młodość
Urodził się w Auckland w Nowej Zelandii w rodzinie chrześcijańskiej jako syn Tessy Apy (z domu Callander) i Tupa’ia Kenetiego Apy. Jego matka była Nowozelandką pochodzenia europejskiego, a ojciec Samoańczykiem. Wychowywał się z dwiema starszymi siostrami – Timeną i Ari. Uczęszczał do King’s College w Auckland. Jest siostrzeńcem zawodnika rugby i trenera Michaela Jonesa.

### Kariera
Debiutował na telewizyjnym ekranie jako Kane Jenkins w nowozelandzkiej operze mydlanej Shortland Street (2013–2015). W 2017 został obsadzony w roli Archiego Andrewsa w serialu Riverdale. Wkrótce trafił na kinowy ekran w komediodramacie przygodowym Lasse Hallströma Był sobie pies (A Dog’s Purpose, 2017) w roli nastoletniego Ethana Montgomery’ego u boku Dennisa Quaida, dramacie kryminalnym  George Tillman Jr. Nienawiść, którą dajesz (The Hate U Give, 2018) jako Chris, komedii romantycznej Ostatnie wakacje (The Last Summer, 2019) jako Griffin z Gabrielle Anwar i opartym na faktach biograficznym dramacie muzycznym Wierzę w Ciebie (I Still Believe, 2020) w roli gwiazdy muzyki chrześcijańskiej Jeremy’ego Campa z udziałem Gary’ego Sinise.
Był na okładkach magazynów takich jak „GQ”, „Remix”, „Men’s Health”, „Emmy”, „Seventeen” i „Entertainment Weekly”.
Oprócz aktorstwa śpiewa, pisze piosenki i gra na gitarze. Kiedy był dzieckiem, grał na gitarze na rogach ulic wokół swojego domu w Auckland. Nagrał kilka piosenek dla potrzeb serialu Riverdale i filmu Wierzę w Ciebie.

## Filmografia
| Rok       | Tytuł                                     | Rola                              |
| --------- | ----------------------------------------- | --------------------------------- |
| 2014-2015 | Shortland Street                          | Kane Jenkins                      |
| 2016      | Cul-De-Sac                                | Jack                              |
| 2017      | Był sobie pies (A Dog's Purpose)          | nastoletni Ethan Montgomery       |
| 2017–2023 | Riverdale                                 | Archie Andrews/młody Fred Andrews |
| 2018      | Nienawiść, którą dajesz (The Hate U Give) | Chris                             |
| 2019      | Zabójcze lato (Dead Reckoning)            | Niko                              |
| 2020      | Wierzę w Ciebie (I Still Believe)         | Jeremy Camp                       |
| 2020      | Ostatnie wakacje (The Last Summer)        | Griffin                           |
| 2020      | Songbird. Rozdzieleni (Songbird)          | Nico Price                        |

## Nagrody i nominacje
| Rok  | Nagroda               | Kategoria                                         | Tytuł                   | Rezultat  |
| ---- | --------------------- | ------------------------------------------------- | ----------------------- | --------- |
| 2017 | Saturn                | Najlepszy młody aktor                             | Riverdale               | Nominacja |
| 2017 | Saturn                | Najlepszy przełomowy występ                       | Riverdale               | Wygrana   |
| 2017 | Teen Choice Awards    | Telewizyjny przełomowy występ aktorski            | Riverdale               | Nominacja |
| 2018 | Saturn                | Najlepszy młody aktor                             | Riverdale               | Nominacja |
| 2018 | MTV Movie Award       | Najlepszy pocałunek z Camilą Mendes               | Riverdale               | Nominacja |
| 2018 | People’s Choice Award | Najlepszy aktor w serialu dramatycznym            | Riverdale               | Nominacja |
| 2018 | Teen Choice Awards    | Najlepszy aktor w serialu dramatycznym            | Riverdale               | Nominacja |
| 2018 | Teen Choice Awards    | Najlepsza telewizyjna „przesyłka” z Camilą Mendes | Riverdale               | Nominacja |
| 2019 | Saturn                | Najlepszy młody aktor                             | Riverdale               | Nominacja |
| 2019 | People’s Choice Award | Ulubiony gwiazdor telewizyjny                     | Riverdale               | Nominacja |
| 2019 | Teen Choice Awards    | Najlepszy aktor w serialu dramatycznym            | Riverdale               | Nominacja |
| 2019 | Teen Choice Awards    | Najlepszy letni aktor filmowy                     | Ostatnie wakacje (2019) | Nominacja |
| 2020 | People’s Choice Award | Ulubiona gwiazda dramatu                          | Wierzę w Ciebie (2020)  | Nominacja |